# حلقه زنان منتقد فیلم
حلقه زنان منتقد فیلم (انگلیسی: Women Film Critics Circle) یک انجمن متشکل از ۶۴ پژوهشگر و منتقد فیلم زن (داخلی و خارجی) است که همگی در نشریات یا رسانه‌های صوتی-تصویری در حال فعالیت هستند.
این انجمن در سال ۲۰۰۴ بنیان نهاده شد و نخستین انجمن در نوع خود در ایالات متحده آمریکا بود.
این انجمن سالیانه جوایزی را به منتخبان خود اهدا می‌کند.